# لينا مدينا
لينا مارسيلا مدينا دي خورادو (بالإسبانية: Lina Marcela Medina de Jurado)‏ (ولدت 27 سبتمبر، 1933) هي أصغر أم معروفة في تاريخ الطب، وضعت مولودها في سن الخمس سنوات وسبعة أشهر وواحد وعشرين يوما.
ولدت لينا في بيرو. أحضرها والداها إلى المستشفى في سن الخامسة بسبب ازدياد في حجم بطنها. اعتقد في البداية أن لديها ورم، لكن الأطباء استنتجوا أنها في شهرها السابع من الحمل.
أخذها الدكتور خيراردو لوسادا إلى ليما قبل العملية ليتأكد الأخصائيون أنها بالفعل حامل. بعد شهر ونصف، بتاريخ 14 مايو 1939 وضعت مولودا ذكرا بعملية ولادة قيصرية بسبب ضيق حوضها. أجرى كل من الدكتور لوسادا والدكتور بوساليو واختصاصي التخدير الدكتور كولريتا عملية التوليد. وثق الدكتور إدموندو إسكومل حالتها في مجلة لا بريس ميديكال [الإنجليزية] (La Presse Medicale) ذكر فيها أن أول حيض لديها حدث بعمر ثمانية أشهر (أو شهرين ونصف بحسب مقالة أخرى)، وأن ثدييها بدءا بالتطور في سن الرابعة. في سن الخامسة، بدأ حوضها يتوسع وعظمها ينضج.

## ابنها
كان ابنها يزن 2.7 كجم عند ولادته، وسمي خيراردو على اسم الطبيب. ظن خيراردو بأن لينا هي أخته حتى اكتشف بأنها أمه عندما بلغ العاشرة من العمر. نمى الطفل نموا طبيعيا وتوفي عن عمر 40 عام 1979 بسبب مرض في نخاع العظم.
لم تكن هناك أية أدلة بأن حمل لينا مدينا كان بطريقة غير طبيعية، إلا أنها لم تفصح عن هوية أبو الطفل أو عن ظروف الحمل. رأى الدكتور إسكومل أنه من المحتمل أنها لم تعرف لأنها - حسب ما كتب - «لم تستطع أن تعطي إجابات دقيقة». اعتقل والد لينا بتهمة الاغتصاب وزنا المحارم، إلا أنه أفرج عنه بسبب نقص الأدلة. تزوجت مدينا لاحقا راؤول خورادو الذي أنجب معها ولدها الثاني عام 1972. عاشت العائلة في حي فقير من أحياء ليما عرف ب«شيكاغو تشيكو» أي شيكاغو الصغيرة. رفضت إعطاء مقابلة لوكالة رويترز عام 2002.
عند بلوغها، عملت كسكرتيرة في عيادة د. خيراردو لوسادا، الطبيب الذي قام بعمليتها القيصرية، في ليما. علمها لوسادا وساعد ابنها في الالتحاق بالمدرسة.

## التوثيق
نشرت صورتين فوتوغرافيتين لهذه الحالة. أخذت الأولى في أبريل 1939 عندما كانت لينا في شهرها السابع والنصف للحمل. أخذت الصورة من جهة لينا اليسرى وهي واقفة عارية أمام خلفية رمادية. هذه هي الصورة المنشورة الوحيدة التي أخذت أثناء حمل لينا. لهذه الصورة أهمية كبيرة، لأنها تثبت حمل لينا، كما وتوثق مدى تطورها الفيزيولوجي. هذه الصورة غير منتشرة بكثرة خارج الأوساط الطبية. الصورة الثانية أكثر وضوحا والتقطت بعد الأولى بسنة عندما كان عمر خيراردو 11 شهرا.
مع أن البعض اعتبر أن هذه القصة عبارة عن خدعة، إلا أن الأطباء تأكدوا منها على مر السنين معتمدين على نتائج عينات وصور أشعة سينية للرحم، بالإضافة إلى صور فوتوغرافية أخذها أطباؤها. البلوغ المبكر في الأطفال تحت سن الخامسة نادر، لكنه ليس مستحيلا. الحمل والولادة في مثل هذا السن حالة نادرة جدا. يعالج البلوغ المبكر ليمنع الإخصاب، ويحافظ على إمكانية النمو والحد من الآثار الاجتماعية المترتبة على النضوج الجنسي الكامل للطفل، لأن إنهاء مثل هذا الحبل أسهل الآن مما كان عليه في بداية القرن العشرين، وبسبب العادات الاجتماعية ضد ممارسة الجنس مع الأطفال في كثير من الثقافات.